# Cultepe

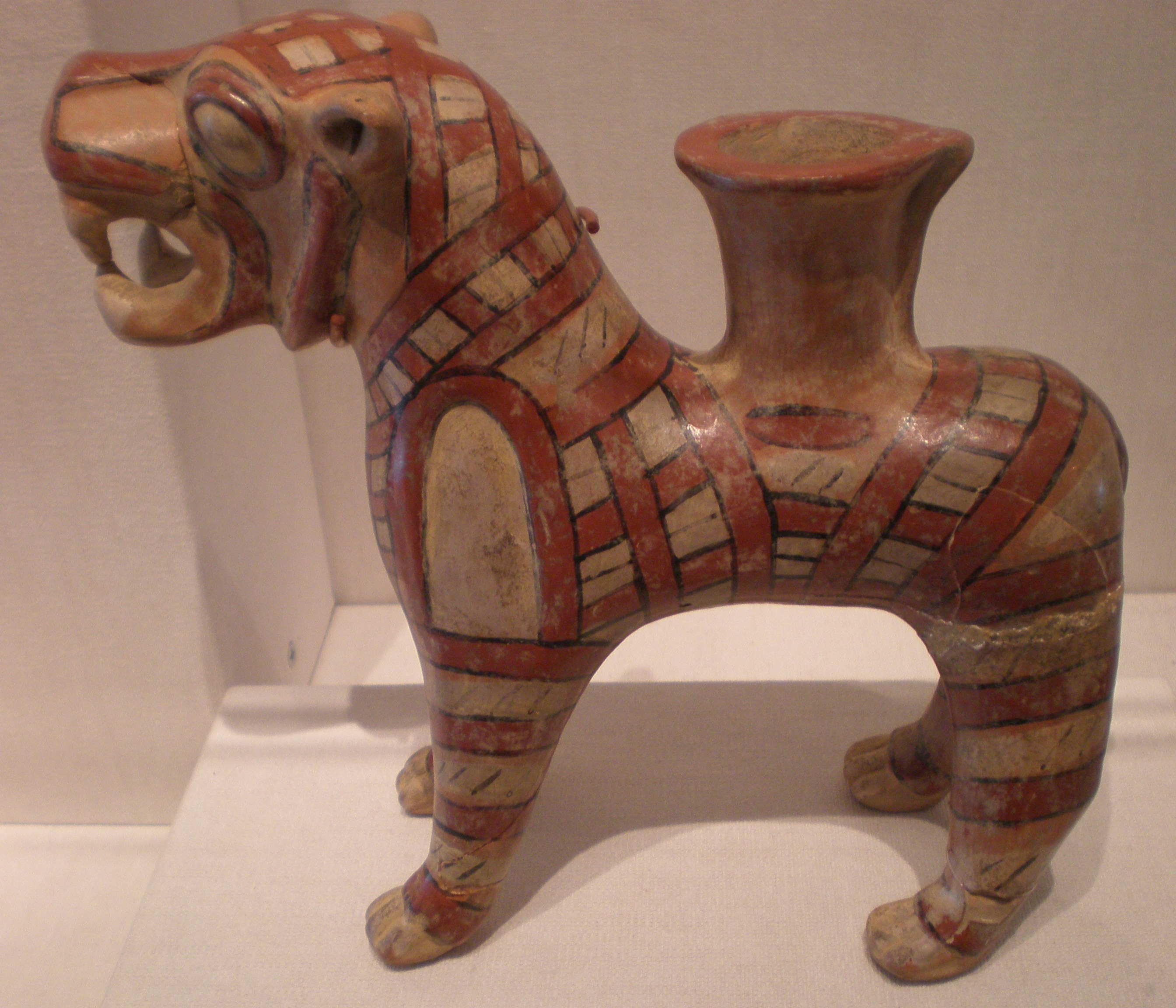
Figura de terracota em forma de leão do período em exposição no Palácio da Legião de Honra em São Francisco (Califórnia)

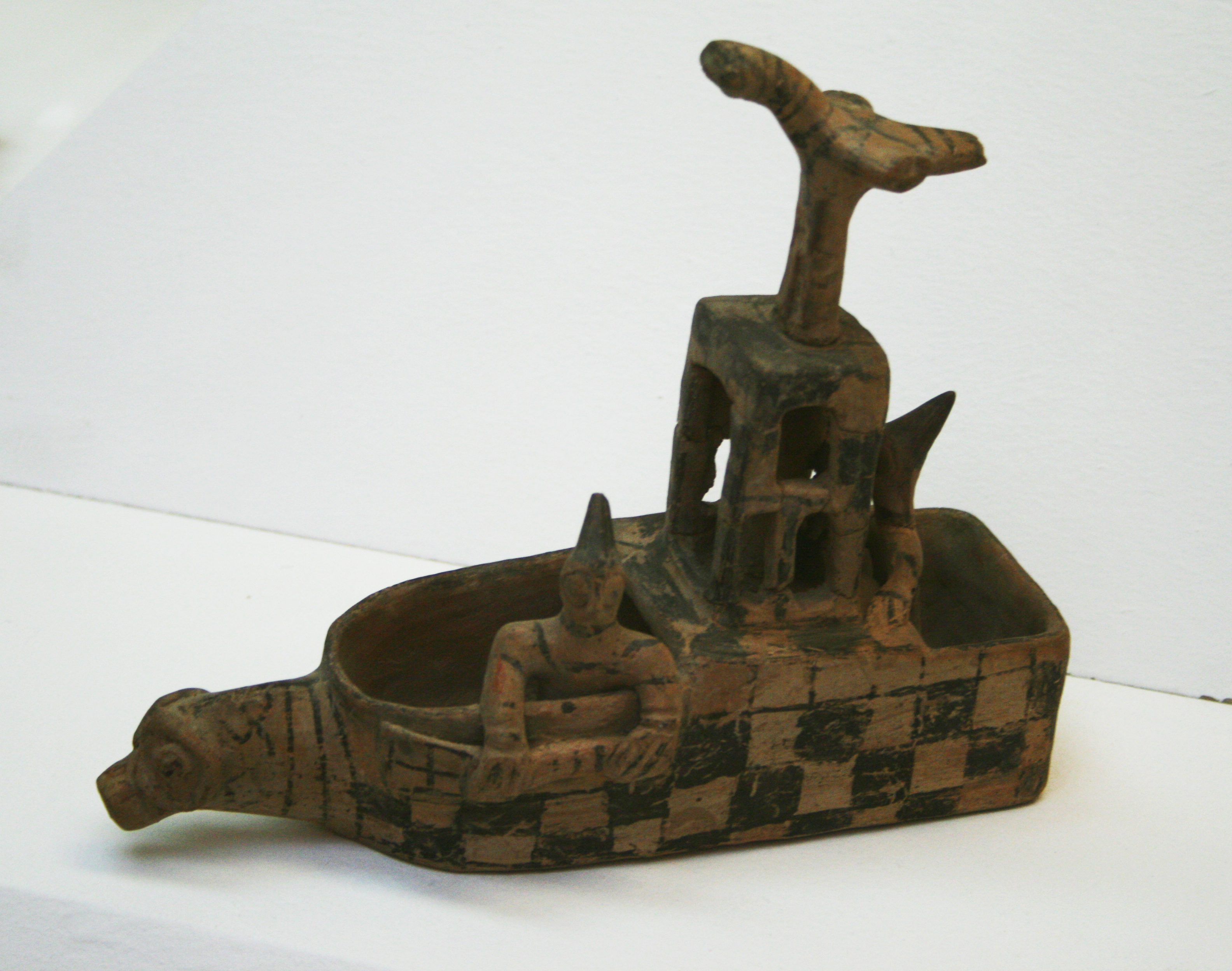
Ritão (vaso ritual) em forma de barco

Cultepe (em turco: Kültepe) ou Quiltepe (Kiltepe) é uma aldeia situada junto à antiga cidade de Canés ou Canexe (em acádio: Kaneš; em turco: Kaniş), a Nesa ou Anisa dos hititas (em hitita: Neša), situada a cerca de 20 km a nordeste de Caiseri, na província do mesmo nome, na Região da Anatólia Central. O sítio arqueológico é candidato a Património Mundial da UNESCO desde 2014.

## História
Canés foi habitada continuamente desde o Calcolítico até ao período romano, mas floresceu principalmente durante os períodos hatita, hitita e hurrita, durante os quais incluía um importante carum (colónia ou bairro comercial) assírio, o qual existiu entre os séculos XX e XVI a.C. Uma história datada de cerca de 1 400 a.C. menciona um rei de Canés chamado Zipani que, juntamente com outros 16 reis de cidade-estado vizinhas, se revoltou contra o rei da Acádia, Narã-Sim (c. 2254–2218 a.C.).
Foi em Cultepe que foram encontrados os vestígios mais antigos da língua hitita e e primeira prova da língua indo-europeia, datadas do século XX a.C. O termo nativo à língua hitita era nesili ("língua de Nesa").

### Canesa
O rei de Zalpua (ou Zalpa), Uhna, saqueou Canés, roubando o ídolo da cidade, "Sius". O rei de Cussara, Pitana conquistou o que é atualmente o "nível Ia Nesa" do sítio arqueológico «durante a noite pela força, mas não fez mal a ninguém da cidade». Nesa revoltou-se contra o governo do filho de Pitana, Anita, mas este esmagou a revolta fez de Nesa a sua capital. Anita invadiu depois Zalpua, aprisionando o rei Huzia e recuperou o ídolo Sius, que levou de volta para Nesa.
No século XVII a.C., os descendentes de Anita transferiram a sua capital para Hatusa (que Anita tinha amaldiçoado), fundando a dinastia dos reis hititas.

## Arqueologia
Em 1925 Bedřich Hrozný escavou a área do carum, descobrindo mais de mil tábuas com escrita cuneiforme, algumas das quais foram para Praga e outras para Istambul. Os trabalhos arqueológicos modernos iniciaram-se em 1948, quando Cultepe foi escavada por uma equipa da Sociedade Histórica Turca e a Direção Geral de Antiguidades e Museus, chefiada por Tahsin Özgüç até à sua morte em 2005.
- Níveis IV e III — Estes níveis foram pouco escavados. Correspondem às primeiras habitações, não tendo sido descobertos vestígios de escrita, o que leva os arqueólogos a assumir que os seus habitantes eram analfabetos.

- Nível II, 1 974−1 836 a.C. (Cronologia Mesopotâmica segundo Veenhof) — Os artesãos de Cultepe deste período especializaram-se em vasos de barro com a forma de animais, com frequência destinados a usos religiosos rituais. Durante este período, comerciante assírios estabeleceram uma colónia (carum), anexa à cidade, à qual chamaram Canés. Foram encontradas bullae (selos) de Narã-Sim de Esnuna na parte final deste nível, o qual foi completamente queimado no passado.

- Nível Ib, 1 798−1 740 a.C. — Depois de um intervalo em que foi abandonada, a cidade foi reconstruída sobre as ruínas da antiga, e voltou a ser um próspero centro comercial. O comércio estava sob o controlo de Ismedagã I, o qual governou Assur depois da conquista de dessa cidade mesopotâmica e de Ecalatum pelo seu pai, Sansiadade I. No entanto, a colónia voltaria a ser destruída pelo fogo.

- Nível Ia — A cidade voltou a ser habitada, mas isso não aconteceu com a colónia assíria. A cultura era hitita primitiva. O nome da cidade em hitita passou a ser "Canesa", mas usualmente era contraída para "Neša".

Alguns atribuem o incêndio do Nível II à conquista da cidade de Assur pelos reis de Esnuna, mas Bryce atribui-o ao saque de Uhna. Alguns atribuem o incêndio do Nível Ib à queda de Assur para os reinos vizinhos ou talvez para Hamurabi da Babilónia.
No total foram descobertas mais de 200 000 tábuas com escrita cuneiforme nas escavações.

### Carum de Canés
O bairro da cidade com maior interesse para os historiadores é o Carum de Canés (cidade-colónia mercantil de Canés na língua acádia usada pelos assírios). Durante a Idade do Bronze, o carum era uma parte da cidade destinada aos primeiros mercadores assírios pelas autoridades locais, os quais aí podiam desenvolver as suas atividades isentos de impostos, desde que as mercadorias permanecessem no carum. O termo carum significa "porto" em acádio, a língua franca daqueles tempos, mas o seu significado foi ampliado para para se referir a qualquer colónia mercantil, quer fosse à beira de água ou não.
Diversas outras cidades da Anatólia tinham carum, mas nenhum tão grande como Canés. Esta importante colónia era habitada por soldados e mercadores da Assíria durante centenas de anos, os quais trocavam o estanho e a lã locais por bens de luxo, comida, especiarias e tecidos, tanto da Assíria como de Elão.
As ruínas do carum formam um grande monte circular (um tel) com 500 m de diâmetro e cerca de 20 m de altura acima da planície. O sítio do assentamento é o resultado de diversos períodos estratigráficos sobrepostos. Os edifícios novos eram construídos sobre as ruínas dos anteriores, pelo que existe uma profunda estratigrafia desde os tempos pré-históricos até aos primeiros tempos hititas.
O carum foi destruído pelo fogo no fim dos níveis II e Ib. Os habitantes deixaram a maior parte das suas posses para trás, as quais foram encontradas pelos arqueólogos modernos.
Os achados incluíram um elevado número de tábuas de barro cozido, algumas delas dentro de envelopes igualmente de cerâmica carimbados com selos cilíndricos. Os documentos registam atividades comuns como comércio a contratos legais, o comércio entre a colónia e a cidade-estado de Assur, bem como o comércio entre o mercadores assírios e os locais. O comércio era gerido por famílias, não pelo governo da Assíria. Os textos de Cultepe são os escritos mais antigos encontrados na Anatólia. Embora os textos tenham sido escritos em assírio antigo (acádio), as palavras hititas que neles se encontram constituem o registo mais antigo de uma língua indo-europeia. A maior parte dos achados arqueológicos são típicos da Anatólia e não da Assíria, mas o uso da escrita cuneiforme e do dialeto usado são indicações seguras da presença assíria.

### Datação doWaršama Sarayi
No Nível II, a destruição foi de tal modo completa que não restou qualquer resto de madeira que permita levar a cabo estudos dendrocronológicos. Em 2003, investigadores da Universidade Cornell dataram madeira do Nível Ib do resto da cidade (construído séculos antes). Os dendrocronologistas calcularam que a maior parte da madeira do chamado Waršama Sarayi (Palácio Uarsama) foi construído em 1 832 a.C., tendo no entanto havido obras posteriores até 1 779 a.C.

## Galeria

Fotografias de peças arqueológicas encontradas em Cultepe
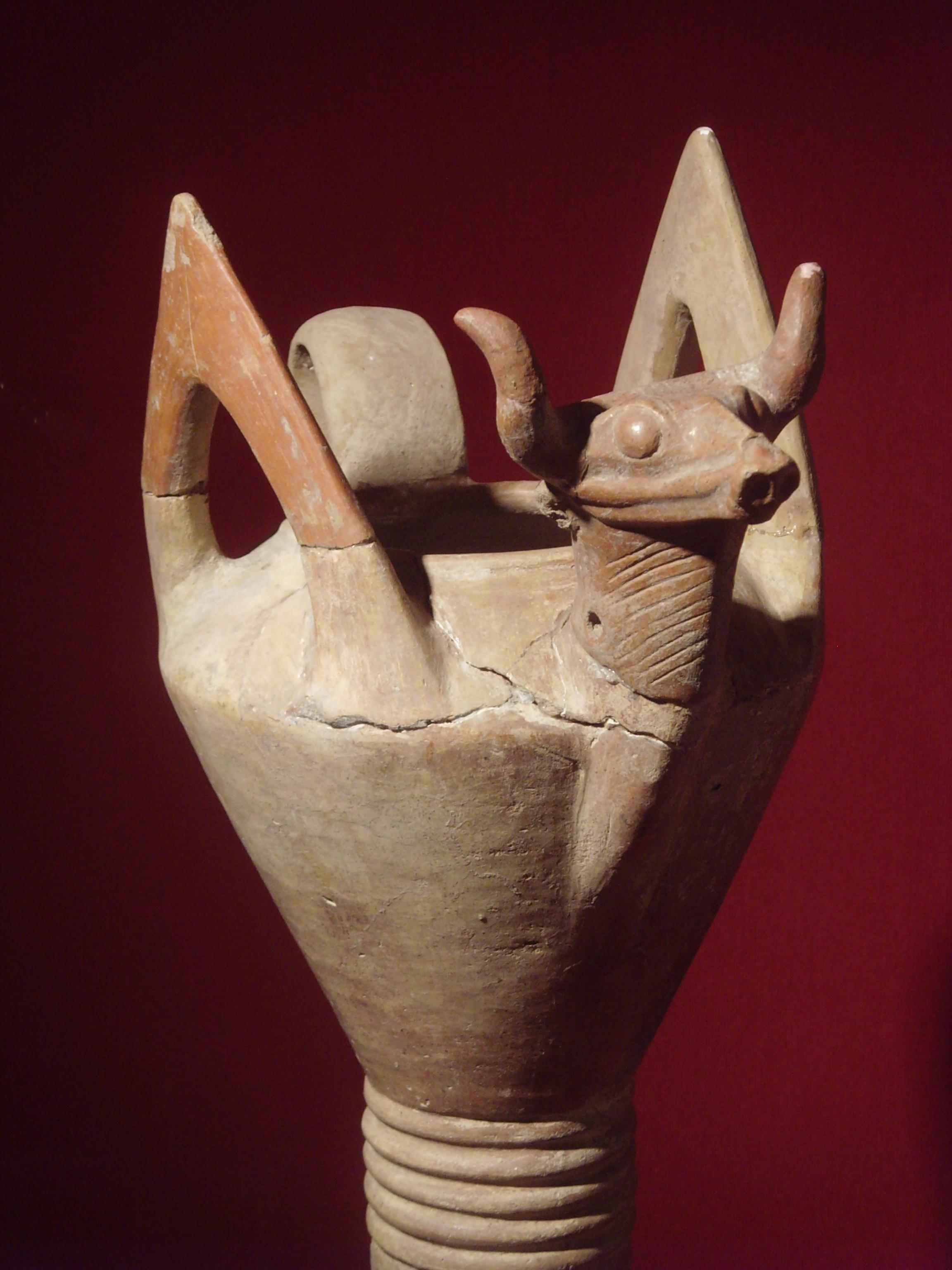
Vaso cerâmico de fruta hitita do primeiro quarto do 2.º Milénio a.C. encontrado em Kültepe. Acervo do Museu das Civilizações da Anatólia (Anadolu Medeniyetleri Müzesi), em Ancara]]
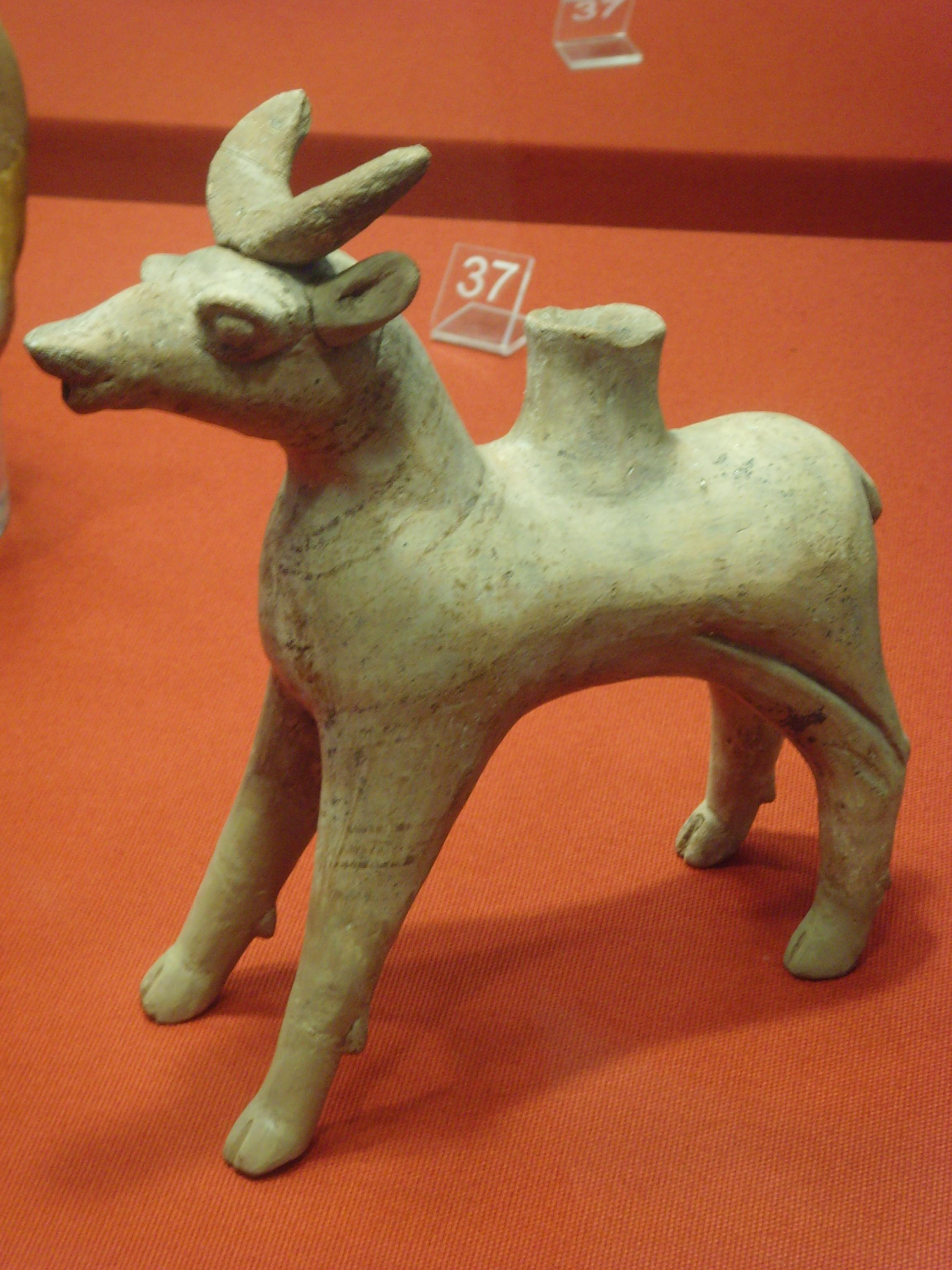
Ritão (vaso ritual) do período hitita (século XIX a.C.), do acervo do Museu das Civilizações da Anatólia (Anadolu Medeniyetleri Müzesi), em Ancara]]
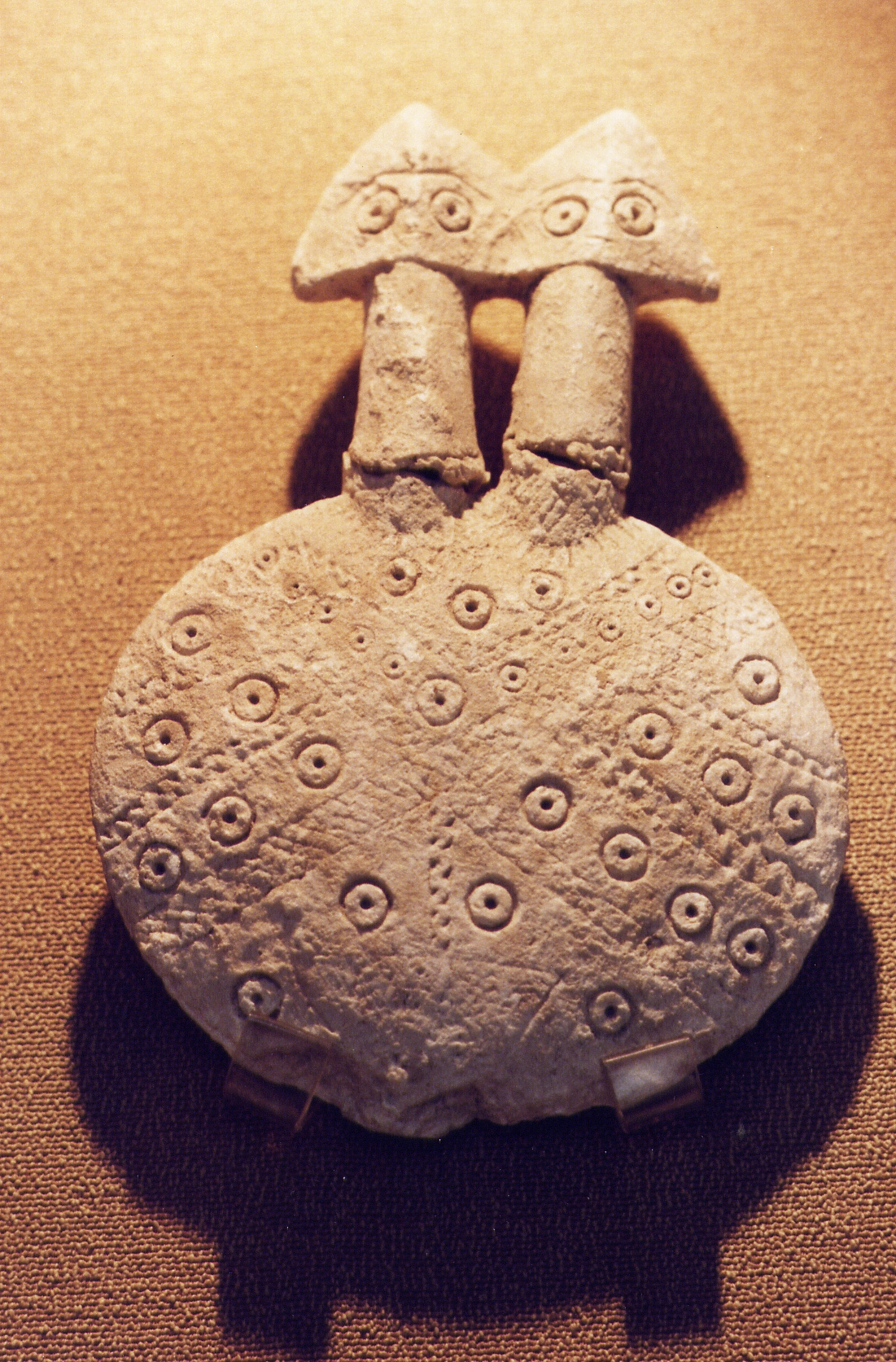
Ídolo, em exposição no Museu das Civilizações da Anatólia, Ancara
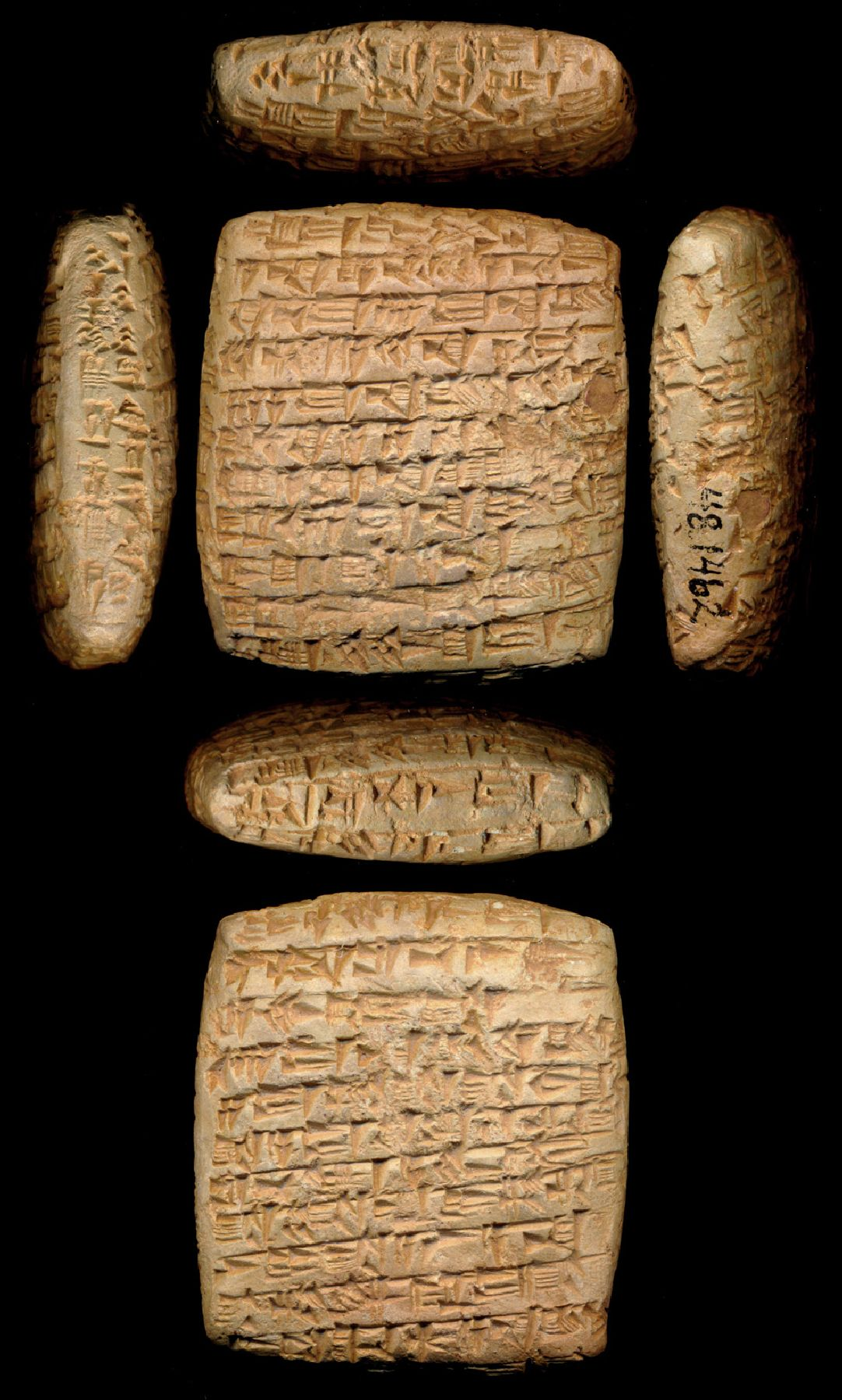
Carta comercial do século XIX ou XVIII a.C. enviada da Assíria para Canexe, uma das cerca de 20 000 tábuas com escrita cuneiforme encontradas em Cultepe
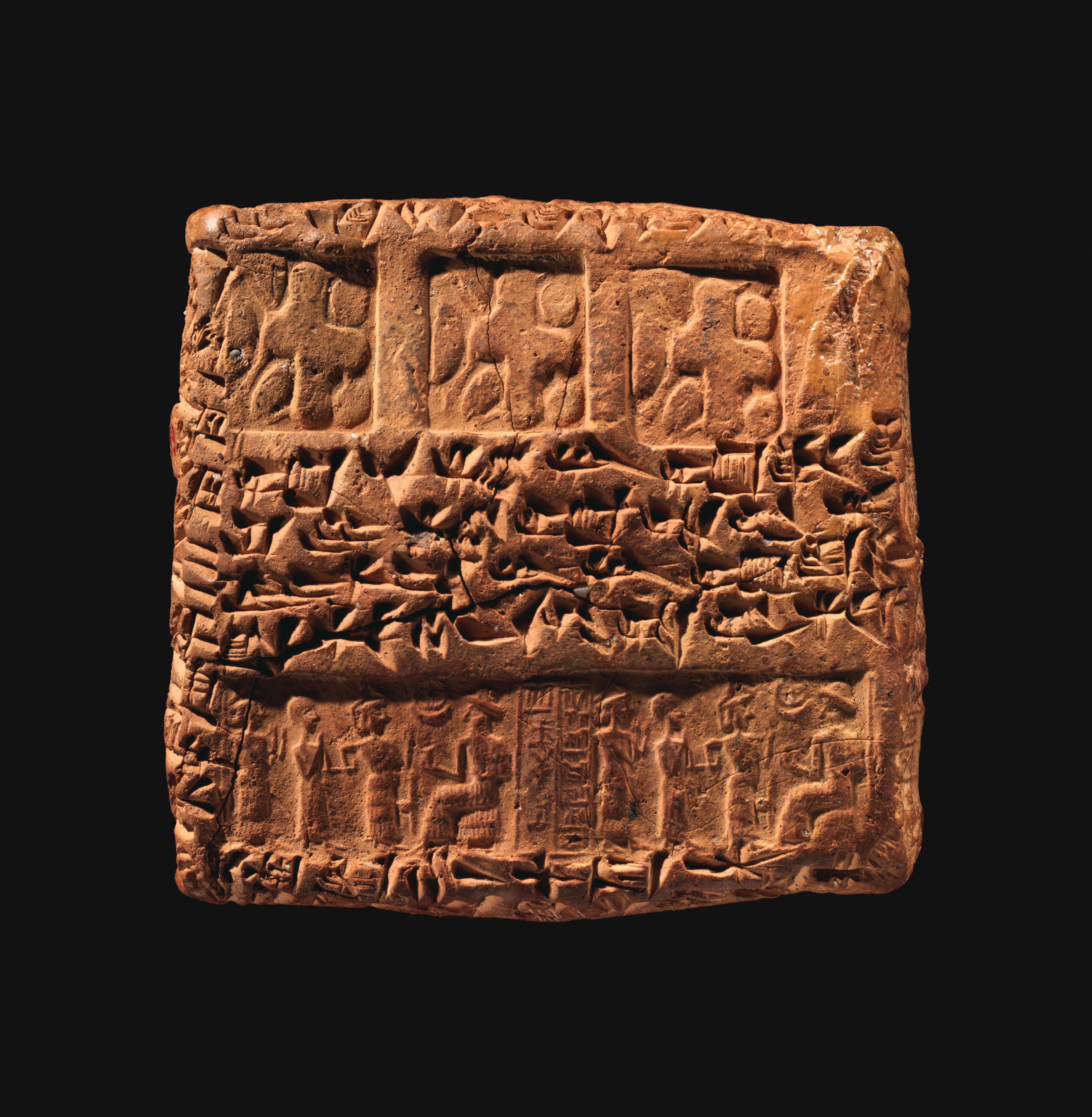
Tábua do século XX ou XIX a.C. com escrita cuneiforme relativa a um empréstimo, com quatro selos de estilos anatólio e assírio